# ホセイン・ホセイニ
ホセイン・ホセイニ（Hossein Hosseini、1992年6月30日 - ）はイランのサッカー選手。ポジションはGK。エステグラルFC所属。

## 経歴
2012年、エステグラルFCと3年契約を結んだ。加入後のインタビューではエステグラルのライバルクラブであるペルセポリスFCからのオファーを断っていたことを明かした。なお、ホセイニはかつてペルセポリスのサポーターであった。
2014年夏にマラヴァーンFCに期限付き移籍した。
2016-17シーズンよりエステグラルに復帰した。復帰後はメフディ・ラフマティとポジションを争いながらも、リーグ戦で872分間得点を許さない記録も作るなど、正守護神に定着した。のちにこの記録はパヤム・ニアズマンドに破られている。

## 人物
2017年5月に結婚した。マヌエル・ノイアーとメフディ・ラフマティを目標の人物として挙げている。

## 代表歴

### 出場大会
- イラン代表
  - 2022 FIFAワールドカップ

### 試合数
- 国際Aマッチ 10試合 0得点（2018年-）[9]

| イラン代表 | 国際Aマッチ | 国際Aマッチ |
| 年         | 出場        | 得点        |
| ---------- | ----------- | ----------- |
| 2018       | 4           | 0           |
| 2019       | 0           | 0           |
| 2020       | 0           | 0           |
| 2021       | 0           | 0           |
| 2022       | 5           | 0           |
| 2023       | 1           | 0           |
| 2024       |             |             |
| 通算       | 10          | 0           |